# Micrurus filiformis
Micrurus filiformis este o specie de șerpi din genul Micrurus, familia Elapidae, descrisă de Günther 1859.

## Subspecii
Această specie cuprinde următoarele subspecii:
- M. f. filiformis
- M. f. subtilis